# Ivan Martin Jirous

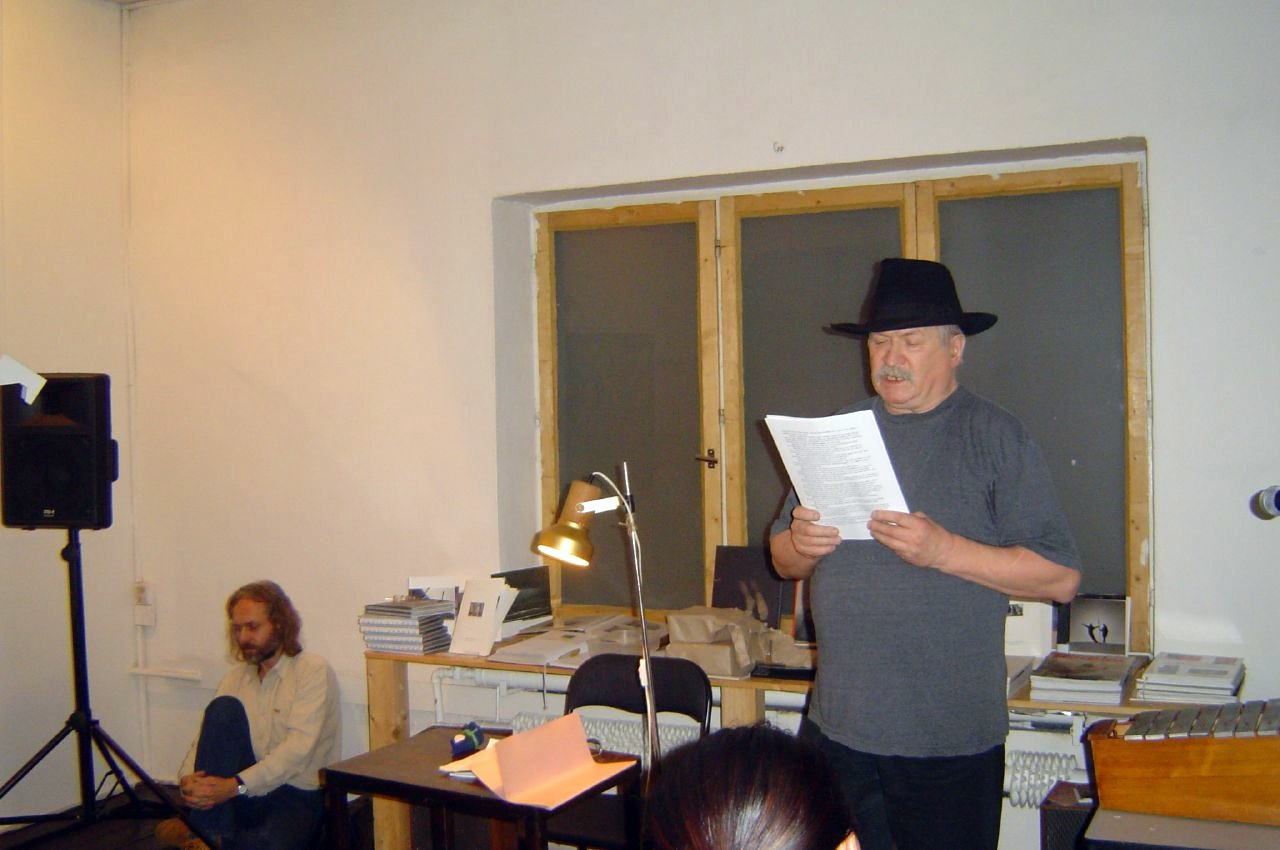
Ivan Martin Jirous (2007)

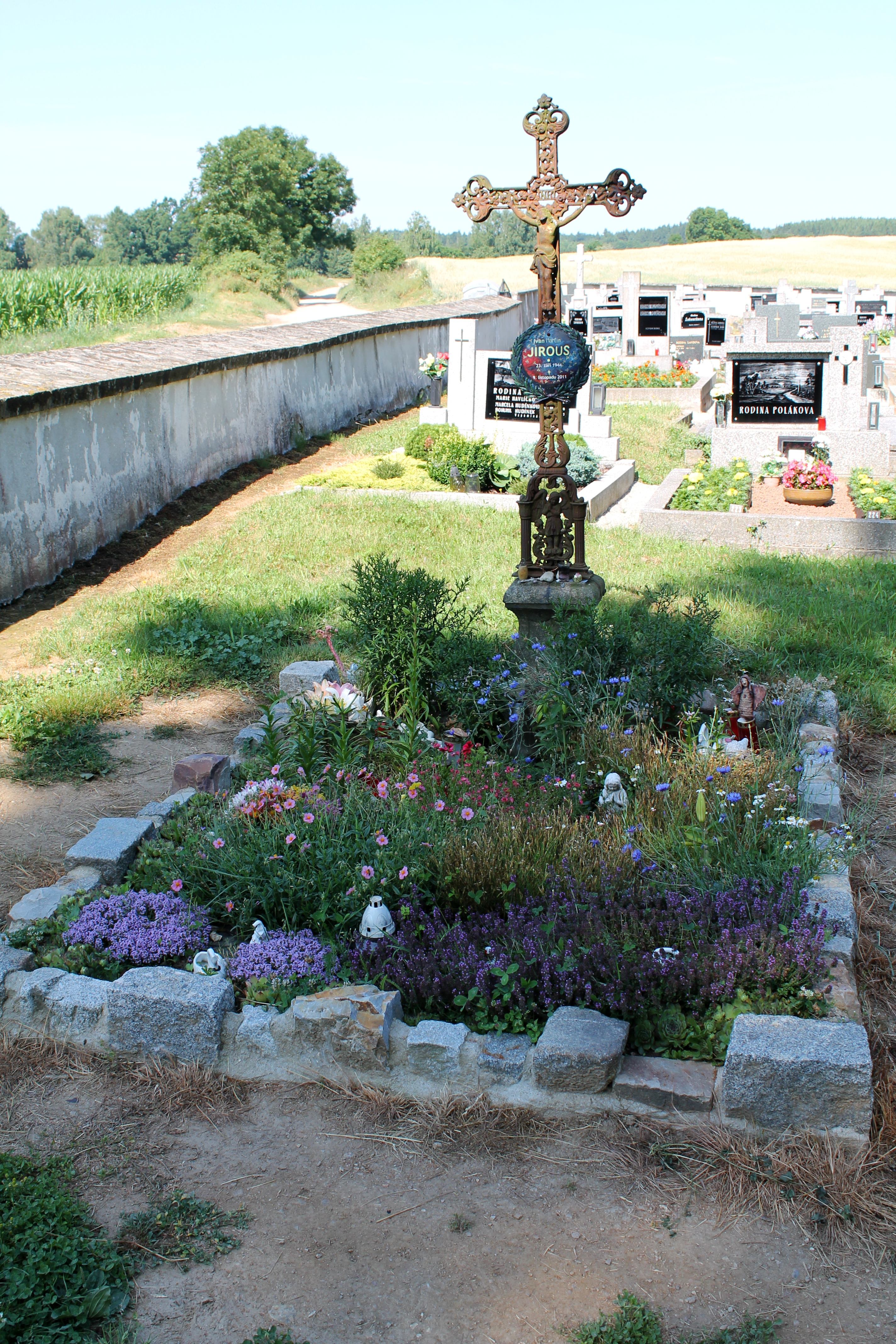
Grab

Ivan Martin Jirous (auch bekannt unter seinem Pseudonym Magor; * 23. September 1944 in Humpolec, Protektorat Böhmen und Mähren; † 10. November 2011 in Prag) war ein tschechischer Lyriker, Kritiker und Kunsthistoriker. Er war eine der zentralen Figuren des tschechischen Underground.

## Leben
Ivan Martin Jirous, war der Initiator der Musikgruppe The Plastic People of the Universe, deren Verbot durch das Regime einer der Anlässe für die Charta 77 war. Jirous war mit Věra Jirousová verheiratet, die auch eine Reihe von Texten der Plastic People verfasste. Er war mit Václav Havel befreundet, der ihn mehrfach in seinen Gefängnisreflexionen Briefe an Olga erwähnte. Außerdem war er mit dem Schriftsteller Egon Bondy befreundet, in dessen Werken er häufig erwähnt wird. 1986 erwarb Jirous das Gehöft Nr. 4 in Prostřední Vydří, in dem er seit den 1990er Jahren Musikfestivals organisierte.
Jirous war mit der Malerin Juliana Jirousová verheiratet. Ivan Martin Jirous starb am 10. November 2011 im Alter von 67 Jahren. Er wurde auf dem Friedhof in Kostelní Vydří beigesetzt.
Nach ihm ist der Asteroid (190333) Jirous benannt.